# Charles III xứ Alençon
Charles III xứ Alençon (1337 – 5 tháng 7 năm 1375) là một quý tộc người Pháp, thành viên thuộc Vương tộc Valois. Charles giữ tước hiệu Bá tước xứ Alençon và Perche từ năm 1346 đến năm 1361. Vào năm 1365, ông trở thành tu sĩ dòng Đa Minh, tổng giám mục của Lyon và giữ tước hiệu này cho đến khi qua đời.

## Thân thế
Charles III sinh ra là một Prince du sang của Pháp. Ông sinh vào năm 1337 và là con cháu thuộc Vương tộc Valois, một nhánh phụ của triều đại Capet. Charles là người con cả trong số 5 người con của Bá tước Charles II xứ Alençon và María de Lara. Cha ông là con trai thứ hai của Charles, Bá tước xứ Valois và là em trai của Philippe VI tương lai của Pháp. Mẹ của Charles là thành viên thuộc dòng dỗi Nhà Cerda, một gia đình quý tộc có nguồn gốc từ Tây Ban Nha. Quý bà, Nữ bá tước María de Lara đã nuôi dạy tất cả những người con của mình bằng tình thương yêu và dạy cho chúng về sự thiếu thảo, cũng chính điều này đã đặt nền tảng cho lòng mộ đạo của Charles sau này. Khi Charles II qua đời trong trận trong trận Crécy vào năm 1346. María là nhiếp chính cho con trai Charles III khi đó mới chín tuổi kế vị hai tước hiệu Bá tước Alençon và Perche, cai quản quận Alençon và Perche của Pháp.
Lợi dụng tân vương trẻ tuổi là một thiếu niên, lãnh thổ Alençon và Perche thường xuyên bị người Anh xâm lược nhiều lần, gây thiệt hại nghiêm trọng. Lực lượng quân đội của Carlos II của Navarra, người cai trị Évreux lân cận, cũng cướp phá các vùng đất của bá tước trẻ tuổi. Vào năm 1356, quận Perche bị xâm lược sau trận đánh Poitiers. Trong trận này anh họ của Charles là Vua Jean II của Pháp bị bắt trong trận chiến; để đảm bảo cho sự an toàn của Jean II, em trai của Charles là Pierre đã buộc được gửi đến Anh làm con tin thay thế.

## Sự nghiệp giáo hội
Năm 1361, Charles từ bỏ quyền cai trị trên hai quận Alençon và Perche và sau đó quyết định trở thành tu sĩ của dòng Đa Minh. Ông chọn tu viện Couvent des Jacobins de la rue Saint-Jacques, tại thành Paris làm nơi tu dưỡng. Trước đó, em trai của ông, Philippe đã trở thành giám mục Beauvais vào năm 1356. Dưới sự chấp thuận của Jean II của Pháp, Nữ công tước María de Lara đã phân chia sự tiếp quản hai quân Alençon và Perche cho hai người con trai là Pierre và Robert. Vùng Alençon được giao cho Pierre và Robert là người tiếp quản vùng đất còn lại.
Vào ngày 13 tháng 7 năm 1365, Charles được phong làm tổng giám mục của Lyon. Việc tấn phong này đã được của Vua Charles V yêu cầu. Giáo hội kiên quyết cho việc bầu chọn một tổng giám mục độc lập với nhà vua hoặc giáo hoàng đến mức họ phải bỏ phiếu ba vòng mới đồng ý về Charles. Đến năm 1366, Charles bảo trợ cho một nhóm học giả, trong đó có Nicholas de Mesereyo.
Mặc dù là một giám mục. Nhưng Charles lại mang hình tượng hiếu chiến hơn, cũng như các tổng giám mục của Lyon đương thời khác, những người vốn có xuất thân từ các gia đình có quyền thế. Charles không ngần ngại sử dụng sự ảnh hưởng trước đó của mình để duy trì quyền lợi bao gồm các hành vi bạo lực. Các tổng giám mục khác của Lyon đều chỉ sản xuất  một loại tiền ẩn danh, nhưng ngược lại, Charles đã công khai đúc những đồng xu có tên của ông (hay đúng hơn là chữ K viết tắt của "Karl" đã được Roma hóa). Ông đã làm như vậy vì tên của ông cũng trùng với vị vua trì vị vào thời điểm đó.
Với tư cách là tổng giám mục, Charles đã chống lại sự xâm phạm của triều đình Pháp đối với các quyền của ông với tư cách là người đứng đầu xứ Gaul (primat des Gaules). Khi Archimbaud xứ Combort, cố gắng tước bỏ quyền lực thế tục của ông vào năm 1372, Charles đã đưa ra một sắc lệnh để đáp trả. Sắc lệnh này vẫn được duy trì cho đến khi Charles qua đời vào ngày 5 tháng 7 năm 1375. Người kế vị ông là Jean xứ Talaru, trở thành tổng giám mục tiếp theo của Lyon.